# Jackée Harry
Jackée Harry, née le 14 août 1956 à Winston-Salem (Caroline du Nord), est une actrice et réalisatrice américaine.

## Biographie

### Enfance
Née à Winston-Salem, en Caroline du Nord, de Flossie et Warren Harry, Jackée Harry est la cadette de cinq enfants. Elle grandit à New York et termine ses études en éducation à la Long Island University C.W. Post Campus. Elle commence à faire du cinéma après s'être rendue compte qu'être enseignante n'était pas fait pour elle. « Les élèves ont commencé à me siffler quotidiennement. J'essayais de leur apprendre comment se comporter, mais ça n'a pas fonctionné. » Elle fait par la suite des études de cinéma.

### Vie privée
Jackée Harry a été mariée deux fois. Son premier mariage a duré de 1980 à 1984. Le 1er décembre 1996, elle épouse en secondes noces Elgin Charles Williams, son coiffeur. Ils divorcent en 2003.

## Filmographie

### Actrice

#### Cinéma
- 1984 : Cotton Club : Une danseuse
- 1992 : Ladybugs : Julie (Assistant Coach)
- 1993 : Living and Working in Space: The Countdown Has Begun (vidéo) : Charmayne
- 2004 : Street Dancers (You Got Served) : Mama
- 2006 : Au-delà des limites (All You've Got) de Neema Barnette (vidéo) : Butt Short Salesman
- 2007 : The Last Day of Summer (TV) de Blair  Treu (vidéo) : Lola The Lobster
- 2008 : Friends & Lovers: The Ski Trip 2 de Maurice Jamal

#### Télévision

##### Séries télévisées
- 1983 à 1986 : Another World : Lily Mason
- 1985 : 227 : Sandra Clark
- 1987 : Amen : Roxanne Farley / Florence Hawkins
- 1990 : ABC TGIF : Lisa
- 1991 : The Royal Family : Ruth 'CoCo' Royal
- 1994 : Dave's World : Estelle
- 1994 à 1999 : Sister, Sister : Lisa Landry
- 1995 : Happily Ever After: Fairy Tales for Every Child : Bo Peep (voix)
- 1996 : Unhappily Ever After : Ms. Blake, guidance counselor
- 2000 : Destins croisés : Darcy Green
- 2002 : Sept à la maison : Mme Beane
- 2005 : Phénomène Raven : Dava
- 2005 : One on One : Sherri St. Croix
- 2006 à 2009 : Tout le monde déteste Chris : Vanessa
- 2014 à 2015 : Le Monde de Riley : Evelyn Rand
- 2014 : Glee : elle-même
- 2015 : Baby Daddy : Juge Johnson
- 2015 : Young and Hungry : JoJo
- 2016 : 2 Broke Girls : Ruby

##### Téléfilms
- 1987 : The Incredible Ida Early : Countess
- 1987 : Alf loves a mystery : Ida Early
- 1988 : Auto-école en folie (Crash Course) : Edna Savage
- 1989 : The Women of Brewster Place : Etta Mae
- 1989 : Double Your Pleasure : Linda Cavanaugh / Sharlene Cavanaugh
- 1990 : We'll Take Manhattan (en) : Yvonne
- 2003 : The Nick at Nite Holiday Special : Jackée, The Baker
- 2010 : L'Ange des neiges (Christmas Cupid) : la mère de Sloane
- 2016 : Noël à la télévision : Veronika
- 2019 : Un cours très particulier (The Wrong Tutor) de David DeCoteau : Principal Callahan
- 2019 : La fiancée de Noël (Christmas on My Mind) de Maclain Nelson : Dr Caroline Albright
- 2020 : Coup de foudre en direct (Love in Store) de Paul Ziller : Sharon St. Clair
- 2021 : Une meurtrière dans l'équipe (The Wrong Cheer Captain) de David DeCoteau : la principale Simpson
- 2022 : Killer Design

### Réalisatrice
- Sister, Sister (série télévisée) 
  - Saison 3 - épisode 20
  - Saison 4 - épisode 21
  - Saison 5 - épisode 17

## Récompenses et nominations

### Récompenses
- 1988 : Emmy Awards (Actrice de Soutien Remarquable dans une Série de Comédie) pour la série télévisée 227
- 1999 : Image Awards (Actrice de Soutien Remarquable dans une Série de Comédie) pour la série télévisée Sister, sister
- 2000 : Image Awards (Actrice de Soutien Remarquable dans une Série de Comédie) pour la série télévisée Sister, sister

### Nominations
- 1988 : Emmy Awards (Actrice de Soutien Remarquable dans une Série de Comédie) pour la série télévisée 227
- 1989 : Golden Globes (Meilleure Performance par une Actrice dans un Rôle de Soutien dans une Série, Mini-série ou Film de cinéma Fait pour TV) pour la série télévisée 227